# 神奈川県道203号大船停車場矢部線

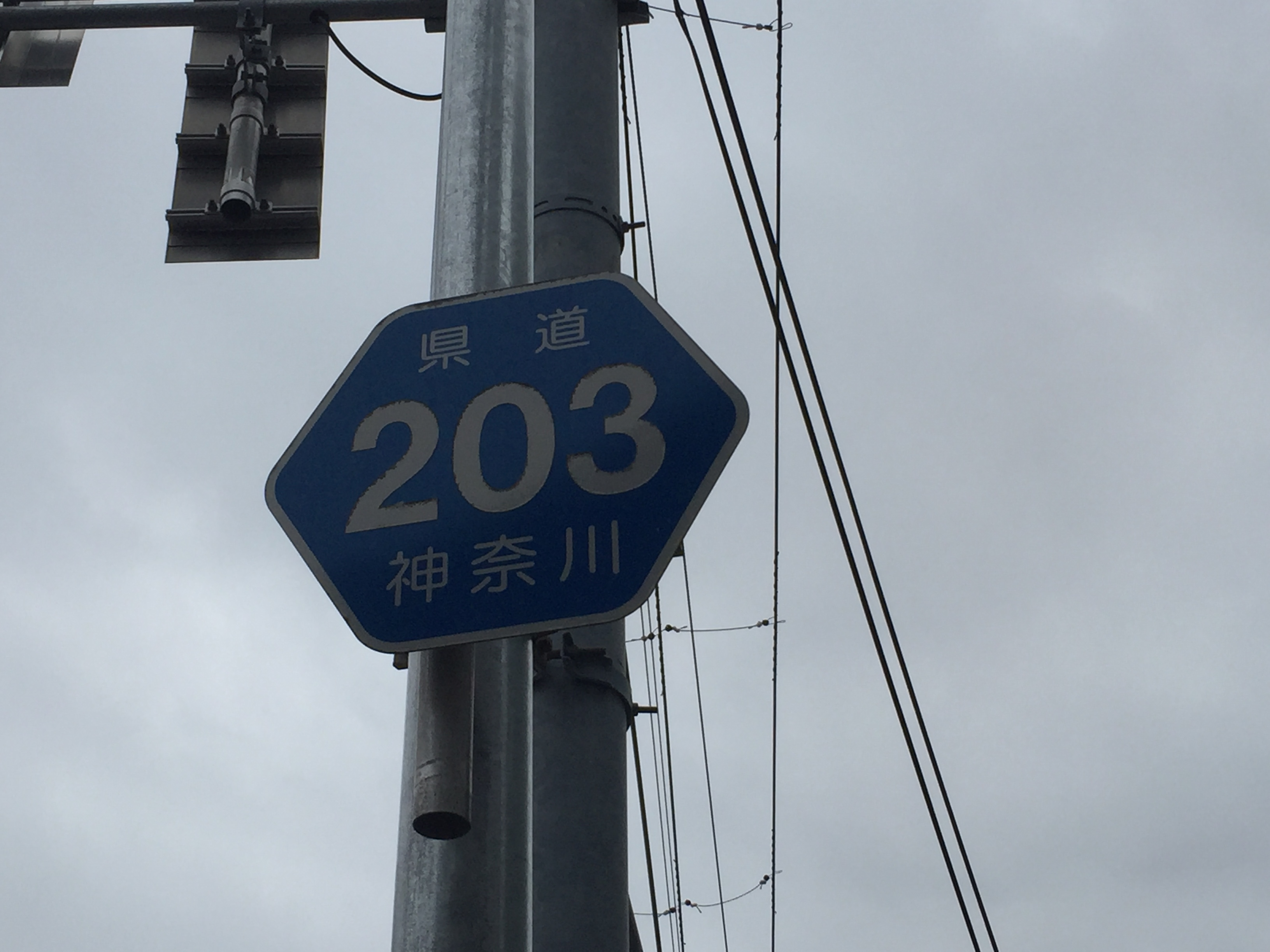
県道番号標示（鎌倉市大船 大東橋交差点）

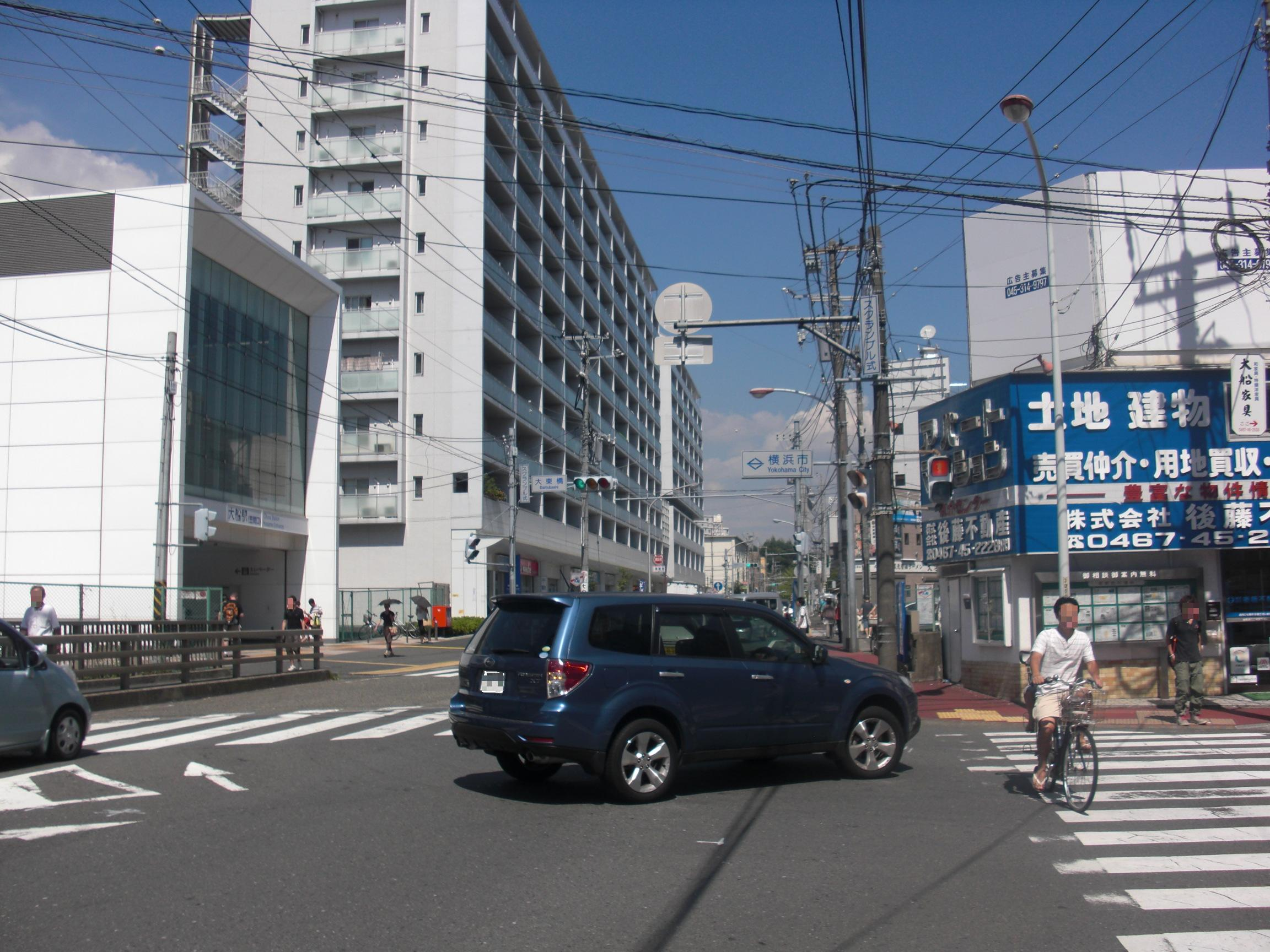
鎌倉市・横浜市境の大東橋、左は大船駅笠間口（2010年9月）

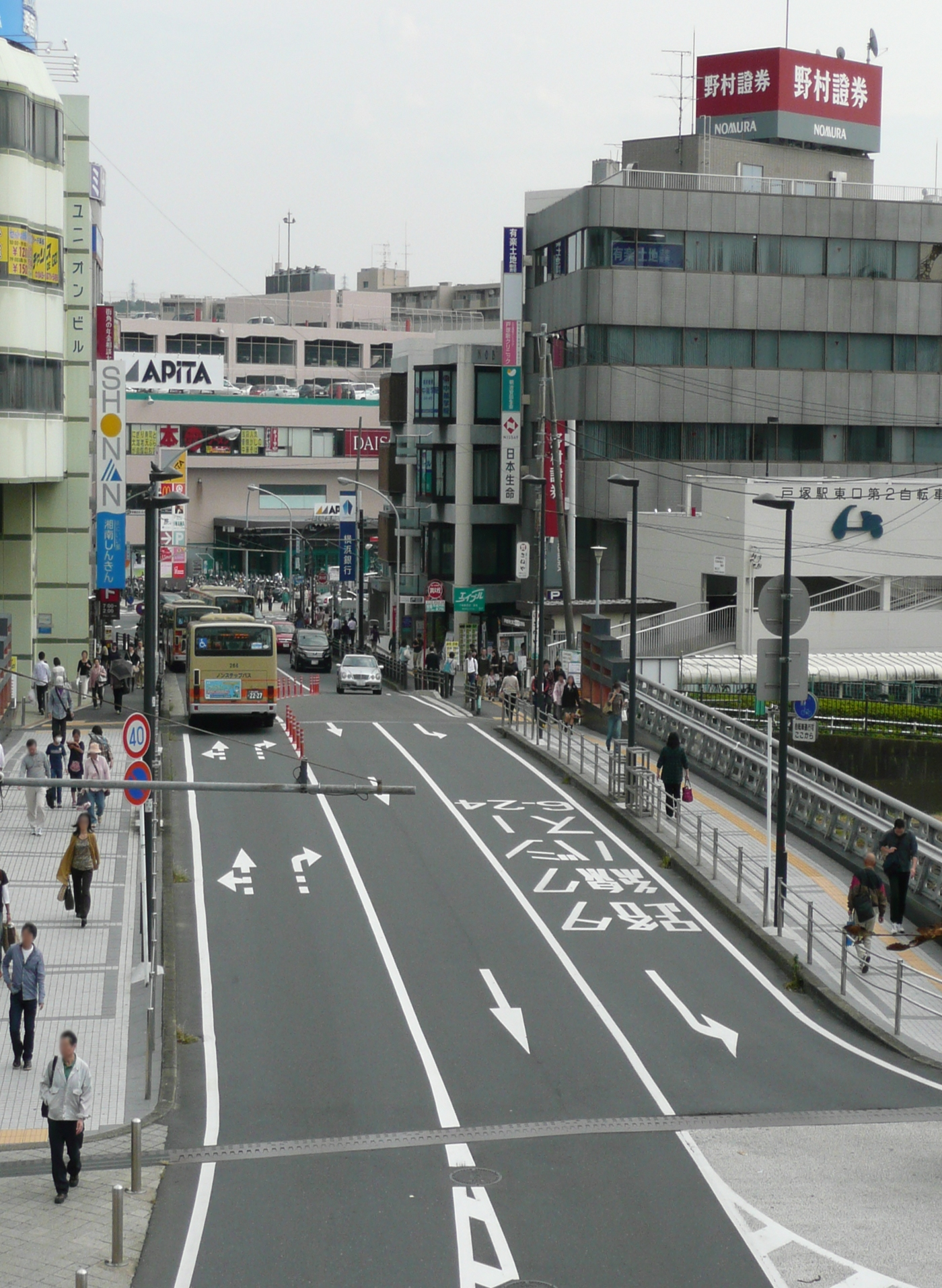
戸塚駅近くの吉倉橋（2011年10月）

神奈川県道203号大船停車場矢部線（かながわけんどう203ごう おおふなていしゃじょうやべせん）は、神奈川県鎌倉市の大船駅と横浜市戸塚区の国道1号（神奈川県道22号横浜伊勢原線が重用している区間）交点を結ぶ一般県道である。

## 概要
- 起点：鎌倉市大船 大船駅東口（神奈川県道301号大船停車場線接続）
- 終点：横浜市戸塚区矢部町 戸塚駅東口交差点（国道1号接続）
- Google マップ

## 通過する自治体
- 神奈川県
  - 鎌倉市 - 横浜市（栄区 - 戸塚区）

## 経路および交差・接続する道路・河川・鉄道路線
- 神奈川県鎌倉市
  - 大船駅東口（神奈川県道301号大船停車場線）
  - 大東橋（砂押川）
- 神奈川県横浜市栄区
  - 笠間十字路交差点（神奈川県道23号原宿六ツ浦線）
  - 新橋（㹨川）
  - 立体交差（根岸線）
  - 環状3号線（長沼立体交差）
- 神奈川県横浜市戸塚区
  - 吉倉橋（柏尾川）
  - 立体交差（横浜市営地下鉄ブルーライン）※道路の地下で交差
  - 戸塚駅東口交差点（国道1号）

## 周辺の地理・施設
- 大船駅
- 芝浦メカトロニクス
- 横浜市立西本郷中学校
- 横浜市立西本郷小学校
- 飯島市民の森
- 横浜市立豊田小学校
- 日立製作所
- 戸塚駅